# Giant's Causeway (cheval)
Pour les articles homonymes, voir Giant's Causeway (homonymie).
Giant's Causeway (1997-2018) est un cheval de course irlandais appartenant au haras de Coolmore, né en 1997 aux États-Unis et mort en 2018. Fils de Storm Cat et de la célèbre Mariah's Storm, par Rahy, il était entrainé par Aidan O'Brien et monté par Michael Kinane.

## Carrière de courses
Il s'impose à 2 ans dans le Prix de la Salamandre et confirme l'année suivante qu'il est le numéro 1 de sa génération en s'adjugeant la bagatelle de cinq courses de Groupe 1, sur des parcours allant de 1600 à 2000 mètres. Au printemps, il est toutefois dominé deux fois de suite dans les 2000 Guinées anglaise et irlandaise, devancé respectivement par King's Best et Bachir. Ensuite, il réalise un quasi sans faute, remportant les St. James's Palace Stakes, les Eclipse Stakes, les Sussex Stakes, les International Stakes et les Irish Champion Stakes. Il est seulement battu par Observatory dans les Queen Elizabeth II Stakes. En novembre, il traverse l'Atlantique avec l'espoir d'imiter Arcangues et de devenir le deuxième Européen à remporter le Breeders' Cup Classic. Après un mauvais parcours, il échoue de peu face à Tiznow, après un duel acharné. Sur la foi de ces performances, Giant's Causeway est élu cheval de l'année en Europe.  

### Résumé de carrière
| Date         | Hippodrome      | Pays        | Course                    | Statut      | Distance    | Jockey      | Place       | Écart       | Vainqueur ou deuxième |
| 1996, 2 ans  | 1996, 2 ans     | 1996, 2 ans | 1996, 2 ans               | 1996, 2 ans | 1996, 2 ans | 1996, 2 ans | 1996, 2 ans | 1996, 2 ans | 1996, 2 ans           |
| ------------ | --------------- | ----------- | ------------------------- | ----------- | ----------- | ----------- | ----------- | ----------- | --------------------- |
| 21 juillet   | Naas            | Irlande     | Maiden                    |             | 1 200 m     | M. Kinane   | 1er / 9     | 7           | Soorah                |
| 29 août      | Curragh         | Irlande     | Futurity Stakes           | Gr. 3       | 1 400 m     | M. Kinane   | 1er / 4     | 2 ½         | Brahms                |
| 18 septembre | Longchamp       | France      | Prix de la Salamandre     | Gr. 1       | 1 400 m     | M. Kinane   | 1er / 5     | 2           | Race Leader           |
| 1997, 3 ans  |                 |             |                           |             |             |             |             |             |                       |
| 9 avril      | Curragh         | Irlande     | Gladness Stakes           | Gr. 3       | 1 400 m     | M. Kinane   | 1er / 11    | 3/4         | Tarry Flynn           |
| 6 mai        | Newmarket       | Royaume-Uni | 2000 Guineas              | Gr. 1       | 1 600 m     | M. Kinane   | 2e / 8      | 3 ½         | King's Best           |
| 27 mai       | Curragh         | Irlande     | Irish 2000 Guineas        | Gr. 1       | 1 600 m     | M. Kinane   | 2e / 6      | enc.        | Bachir                |
| 20 juin      | Ascot           | Royaume-Uni | St. James's Palace Stakes | Gr. 1       | 1 600 m     | M. Kinane   | 1er / 11    | tête        | Valentino II          |
| 8 juillet    | Sandown Park    | Royaume-Uni | Eclipse Stakes            | Gr. 1       | 2 000 m     | G. Duffield | 1er / 8     | tête        | Kalanisi              |
| 2 août       | Goodwood        | Royaume-Uni | Sussex Stakes             | Gr. 1       | 1 600 m     | M. Kinane   | 1er / 10    | 3/4         | Dansili               |
| 22 août      | York            | Royaume-Uni | International Stakes      | Gr. 1       | 2 080 m     | M. Kinane   | 1er / 6     | tête        | Kalanisi              |
| 9 septembre  | Leopardstown    | Irlande     | Irish Champion Stakes     | Gr. 1       | 2 000 m     | M. Kinane   | 1er / 7     | 1/2         | Greek Dance           |
| 23 septembre | Ascot           | Royaume-Uni | Queen Elizabeth II Stakes | Gr. 1       | 1 600 m     | M. Kinane   | 2e / 10     | 1/2         | Observatory           |
| 4 novembre   | Churchill Downs | États-Unis  | Breeders' Cup Classic     | Gr. 1       | 2 000 m     | M. Kinane   | 2e / 13     | enc.        | Tiznow                |

## Au haras
À l'issue de sa carrière de courses, Giant's Causeway effectue une année de monte en Europe à 100 000 Guinées Irlandaises la saillie avant de prendre ses quartiers dans l'antenne américaine de Coolmore, Ashford Stud, tout en faisant la navette avec l'Australie durant trois saisons. Ses succès d'étalons sont immédiats, si bien que ses tarifs explosent, atteignant près de 300 000 $ en 2006 avant d'être ramenés à $ 125 000, puis $ 100 000, $ 85 000 et $ 75 000 (2017). En 2009, 2010 et 2012, il est sacré tête de liste des étalons américains, ayant la capacité rare, de donner des chevaux performants tant sur le dirt que sur le gazon. Parmi ses meilleurs produits, citons : 
- En Europe 
  - Shamardal - Prix du Jockey Club, Poule d'Essai des Poulains, St. James's Palace Stakes, Dewhurst Stakes. 2 ans de l'année en Europe (2004), étalon de tête, père de Lope de Vega, Blue Point, Tarnawa, Pinatubo...
  - Footstepsinthesand - 2000 guinées
  - Ghanaati - 1000 Guinées, Coronation Stakes
  - Rite of Passage - Ascot Gold Cup
  - Maids Causeway - Coronation Stakes
- Aux États-Unis 
  - Bricks And Mortar : Breeders' Cup Turf, Arlington Million, Pegasus World Cup Turf, Manhattan Handicap, Turf Classic, Cheval de l'année 2019
  - My Typhoon - Just A Game Stakes, Diana Handicap
  - First Samuraï - Hopeful Stakes, Champagne Stakes
  - Take Charge Brandi - Breeders' Cup Juvenile Fillies
  - Quiet Giant - mère du champion Gun Runner (Breeders' Cup Classic, Woodward Stakes, Pegasus World Cup, Whitney Stakes, Stephen Foster Handicap, Cheval de l'année 2017)

## Origines
Giant's Causeway est magnifiquement né. Son père était une planche à billets quadrupède nommée Storm Cat dont la saillie coûtait la modique somme de 500 000 dollars. Storm Cat fut l'un des meilleurs 2 ans de sa génération, avant de devenir l'un des meilleurs étalons au monde, et le plus cher.

Sa mère, Mariah's Storm, est une sorte de célébrité depuis que Dreamer, un film de John Gatins, s'est inspiré de son histoire. Principal espoir de son écurie pour disputer la Breeders' Cup Juvenile Fillies, elle se fractura un antérieur dans les Alcibiades Stakes, un groupe 2 disputé à Keenland. Malgré cette blessure grave, habituellement rédhibitoire et synonyme de fin de carrière, son entourage décida de soigner la pouliche et de la conserver à l'entraînement. Pari risqué mais réussi, puisque la fille de Rahy fit son retour sur les pistes un an après son accident, pour s'imposer dans plusieurs courses de groupe, et parvenir, comme son entourage en rêvait, à s'aligner au départ de la Breeders' Cup Distaff, où elle termina 9e.

Mariah's Storm a remarquablement réussi sa conversion comme poulinière, traçant au haras grâce à une descendance exceptionnelle : 
- Tumblebrutus (Storm Cat) - 2e Futurity Stakes (Gr.2)
- Tiger Dance (Storm Cat) - 3e Minstrel Stakes (Gr.3)
- You'resothrilling (Storm Cat) - Cherry Hinton Stakes (Gr.2), 2e Albany Stakes (Gr.3), mère de :
  - Marvellous (Galileo) - 1000 Guinées Irlandaises.
  - Gleneagles (Galileo) - National Stakes, 2000 Guinées, 2000 Guinées Irlandaises, St. James's Palace Stakes, 3e Prix Jean-Luc Lagardère. Meilleur 2 ans en Europe (2014).
  - Coolmore (Galileo) - C.L. Weld Park Stakes (Gr.3), 3e Belmont Oaks Invitational Stakes (Gr.1).
  - Happily (Galileo) - Moyglare Stud Stakes, Prix Jean-Luc Lagardère, Silver Flash Stakes (Gr.3). 2e Debutante Stakes (Gr.3). 3e 1000 Guinées. Meilleure 2 ans en Europe (2017).
  - Taj Mahal (Galileo) - Sandown Classic (Gr.2), 2e Secretariat Stakes (Gr.1), 3e Killavullan Stakes (Gr.3)
  - Joan of Arc (Galileo) - Prix de Diane, Irish 1000 Guineas Trial (Gr.3). 2e 1000 Guinées irlandaises.
  - Vatican City (Galileo) - 2e 2000 Guinées Irlandaises.
  - Toy (Galileo) - 2e Irish Oaks.
- Love Me Only (Sadler's Wells), mère de : 
  - Storm The Stars (Sea The Stars) - Great Voltigeur Stakes (Gr.2), 2e Irish Derby, Chester Vase (Gr.3), 3e Derby, Grand Prix de Paris.
- Hanky Panky (Galileo) - 3e Ballyogan Stakes (Gr.3).
- Pearling (Storm Cat), mère de : 
  - Decorated Knight (Galileo) - Tattersalls Gold Cup, Irish Champion Stakes, Jebel Hatta Stakes (Gr.1), Meld Stakes (Gr.3), 2e Prince of Wales's Stakes, Diomed Stakes (Gr.3), 3e Joel Stakes (Gr.2).
- Butterflies (Galileo) - 2e Munster Oaks (Gr.3). 3e Flame of Tara Stakes (Gr.3), mère de :
  - Carracci (Quality Road) : King Saudi Cup (Gr.1 local). 3e 2000 Guineas Trial Stakes (Gr.3)
  - Yet (War Front) : 2e Munster Oaks (Gr.2), mère de :
    - Albert Einstein (Wootton Bassett) : Marble Hill St (Gr.3)
- Fabulous (Galileo), mère de :
  - Above The Curve (American Pharoah) : Prix Saint-Alary, Blandford Stakes (Gr.2), Prix Corrida, 2e Nassau Stakes, 3e Prix de l'Opéra, Pretty Polly Stakes, Prix Jean Romanet.

### Pedigree
| Origines de Giant's Causeway (USA), mâle alezan né en 1997 | Origines de Giant's Causeway (USA), mâle alezan né en 1997 | Origines de Giant's Causeway (USA), mâle alezan né en 1997 | Origines de Giant's Causeway (USA), mâle alezan né en 1997 |
| ---------------------------------------------------------- | ---------------------------------------------------------- | ---------------------------------------------------------- | ---------------------------------------------------------- |
| Père Storm Cat                                             | Storm Bird                                                 | Northern Dancer                                            | Nearctic                                                   |
| Père Storm Cat                                             | Storm Bird                                                 | Northern Dancer                                            | Natalma                                                    |
| Père Storm Cat                                             | Storm Bird                                                 | South Ocean                                                | New Providence                                             |
| Père Storm Cat                                             | Storm Bird                                                 | South Ocean                                                | Shining Sun                                                |
| Père Storm Cat                                             | Terlingua                                                  | Secretariat                                                | Bold Ruler                                                 |
| Père Storm Cat                                             | Terlingua                                                  | Secretariat                                                | Somethingroyal                                             |
| Père Storm Cat                                             | Terlingua                                                  | Crimson Saint                                              | Crimson Satan                                              |
| Père Storm Cat                                             | Terlingua                                                  | Crimson Saint                                              | Bolero Rose                                                |
| Mère Mariah's Storm                                        | Rahy                                                       | Blushing Groom                                             | Red God                                                    |
| Mère Mariah's Storm                                        | Rahy                                                       | Blushing Groom                                             | Runaway Bride                                              |
| Mère Mariah's Storm                                        | Rahy                                                       | Glorious Song                                              | Halo                                                       |
| Mère Mariah's Storm                                        | Rahy                                                       | Glorious Song                                              | Ballade                                                    |
| Mère Mariah's Storm                                        | Immense                                                    | Roberto                                                    | Hail to Reason                                             |
| Mère Mariah's Storm                                        | Immense                                                    | Roberto                                                    | Bramalea                                                   |
| Mère Mariah's Storm                                        | Immense                                                    | Imsodear                                                   | Chieftain                                                  |
| Mère Mariah's Storm                                        | Immense                                                    | Imsodear                                                   | Ironically (famille 11)                                    |